# تجارت کشاورزی

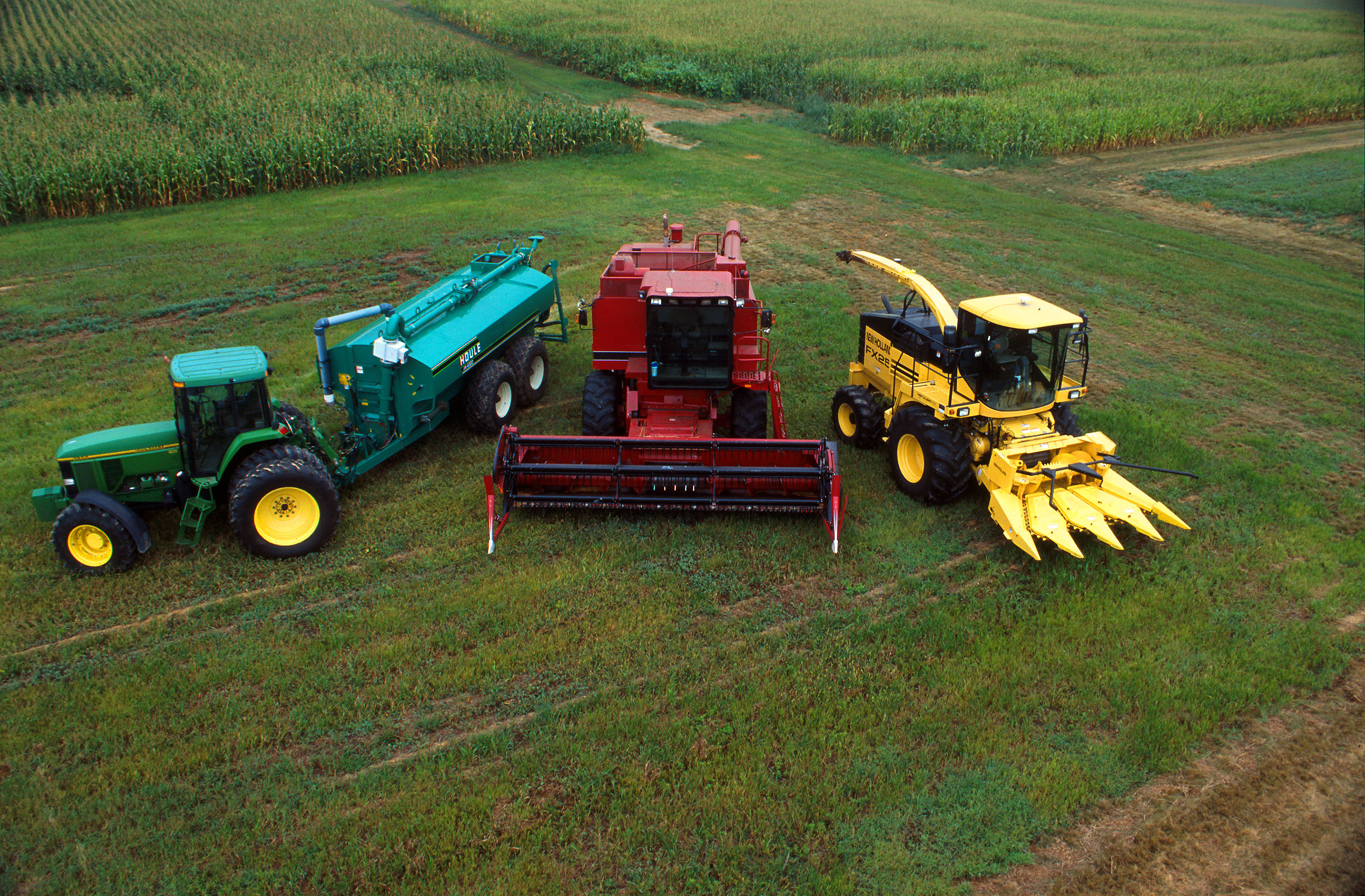
تعدادی از ماشین آلات مورد استفاده در کشاورزی.

تجارت کشاورزی (به انگلیسی: Agribusiness) گونه‌ای کسب‌وکار در صنعت کشاورزی است که شامل تولید، محافظت، فروش و بازاریابی محصول برای تأمین نیاز مشتریان است. این کسب‌وکار شامل محصولات شیمیایی کشاورزی، دامپروری، تولید محصولات زراعی (زراعت یا زراعت قراردادی)، توزیع، ماشین آلات کشاورزی، فرآوری و تأمین بذر و همچنین بازاریابی و خرده فروشی است. همه عوامل زنجیره ارزش غذا و فیبر و موسساتی که بر آن تأثیر می‌گذارند بخشی از سیستم تجارت کشاورزی هستند.